# La Boutique fantasque
La Boutique fantasque, ibland benämnd La Boutique fantastique, är en balett med koreografi av Léonide Massine. Musiken är komponerad av Gioacchino Rossini och arrangerad av Ottorino Respighi. Målaren André Derain utförde scenografin och kostymerna. Baletten hade urpremiär i London den 5 juni 1919.
La Boutique fantasque handlar om en leksaksaffär där dockor och leksaker får liv.